# Енріке II (маніконго)
Енріке II (порт. Henrique II) або Масакі-ма-Мпанзу (кон. Masaki ma Mpanzu) або Ндо Дікі II (кон. Ndo Diki II; пом. 1803) — сорок восьмий маніконго центральноафриканського королівства Конго.
З його сходженням на престол завершилась багаторічна боротьба за владу в Конго між родинами Кінлаза й Кімпанзу, що спалахнула з новою силою після смерті маніконго Афонсу VI. Енріке став компромісною фігурою для обох королівських родин. Йому вдалось примирити ворогів та возз'єднати націю. Зрештою 1803 року трон зайняв Гарсія V, представник родини Аґуа Росада, яка об'єднувала як членів роду Кімпанзу, так і Кінлаза.